# Halogen giả
Halogen giả là một nhóm nguyên tử của vài nguyên tố có tính chất hóa, lý giống như halogen thật, cho phép chúng thay thế halogen thật trong một số hợp chất hóa học. Các dạng của halogen giả bao gồm phân tử halogen giả, phân tử chất vô cơ có hình thức tổng quát là Ps–Ps hoặc Ps–X (trong đó Ps là một halogen giả, X có thể là halogen thật), như xyanogen; anion halogen giả, như ion xyanua; axit vô cơ như hydro xyanua; là phối tử trong các phức chất và là nhóm chức trong phân tử hữu cơ, ví dụ như nhóm nitrile. Các nhóm nguyên tử halogen giả được biết đến nhiều nhất là xyanua, xyanat, thioxyanat và azua.

## Các halogen giả phổ biến và danh pháp
Nhiều halogen giả được biết đến bởi các tên phổ biến hoặc/và tên chuyên biệt của các hợp chất có mặt chúng. Các halogen giả phổ biến bao gồm:
| Nhóm nguyên tử                   | Dimer                 | Hợp chất với hydro                           | Ion halogen giả        | Tên phối tử           | Trong hợp chất hữu cơ        | Công thức phân tử | Công thức cấu tạo     |
| -------------------------------- | --------------------- | -------------------------------------------- | ---------------------- | --------------------- | ---------------------------- | ----------------- | --------------------- |
| chloro                           | chlorine              | hydrochloride                                | chloride               | chlorido- chloro-     | -yl chloride                 | ~ Cl              | −Cl                   |
| cyano                            | cyanogen              | hydrogen cyanide, prussic acid, formonitrile | cyanide                | cyanido- cyano-       | -nitrile -yl cyanide         | ~ CN              | −C≡N                  |
| cyapho                           | cyaphogen             | phosphaethyne                                | cyaphide               | cyaphido- cyapho-     | -yl cyaphide                 | ~ CP              | −C≡P                  |
| isocyano                         |                       | hydrogen isocyanide, isohydrocyanic acid     | isocyanide             | isocyanido- isocyano- | -isonitrile -yl isocyanide   | ~ NC              | −N+ ≡C−               |
| hydroxyl                         | hydrogen peroxide     | water                                        | hydroxide              | hydroxido- hydroxy-   | -ol                          | ~ OH              | −O−H                  |
| sulfanyl                         | hydrogen disulfide    | hydrogen sulfide                             | hydrosulfide           | sulfanido- thiolato-  | -thiol -yl mercaptane        | ~ SH              | −S−H                  |
| cyanate                          |                       | cyanic acid                                  | cyanate                | cyanato-              | -yl cyanate                  | ~ OCN             | −O−C≡N                |
| isocyanate                       | diisocyanogen         | isocyanic acid                               | isocyanate             | isocyanato-           | -yl isocyanate               | ~ NCO             | −N=C=O                |
| fulminate                        |                       | fulminic acid                                | fulminate              | fulminato-            | -nitrile oxide -yl fulminate | ~ CNO             | −C≡N+ –O−             |
| thiocyanate, rhodanide           | thiocyanogen          | thiocyanic acid                              | thiocyanate            | thiocyanato-          | -yl thiocyanate              | ~ SCN             | −S−C≡N                |
| isothiocyanate                   |                       | isothiocyanic acid                           | isothiocyanate         | isothiocyanato-       | -yl isothiocyanate           | ~ NCS             | −N=C=S                |
| selenocyanate, selenorhodanide   | selenocyanogen        | selenocyanic acid                            | selenocyanate          |                       |                              | ~ SeCN            | −Se−C≡N               |
| tellurocyanate, tellurorhodanide | tellurocyanogen       | tellurocyanic acid                           | tellurocyanate         |                       |                              | ~ TeCN            | −Te−C≡N               |
| azide                            | hexazine              | hydrazoic acid                               | azide                  | azido-                | -yl azide                    | ~ N3              | −N− N+ ≡N ↕ −N=N+ =N− |
| nitrogen monoxide                | dinitrogen dioxide    | nitroxyl                                     |                        | nitrosyl              | nitroso-                     | ~ NO              | •N=O                  |
| nitrogen dioxide                 | nitrogen tetroxide    |                                              |                        | nitryl                | nitro-                       | ~ NO2             | −NO2                  |
| cobalt carbonyl                  | dicobalt octacarbonyl | cobalt tetracarbonyl hydride                 | tetracarbonylcobaltate |                       |                              | ~ Co(CO)4         | −Co(C≡O)4             |
| trinitromethanide                | hexanitroethane       | nitroform, trinitromethane                   | trinitromethanide      | trinitromethanido-    | -yl trinitromethanide        | ~ C(NO2)3         | −C(NO2)3              |
| tricyanomethanide                | hexacyanoethane       | cyanoform, tricyanomethane                   | tricyanomethanide      | tricyanomethanido-    | -yl tricyanomethanide        | ~ C(CN)3          | −C(CN)3               |
|                                  |                       |                                              |                        |                       |                              | ~ CS2N3           |                       |

Au- được coi là một ion halogen giả do phản ứng tự oxi hóa khử với kiềm và khả năng tạo liên kết cộng hóa trị với hydro.

## Ví dụ về phân tử halogen giả
Ví dụ của phân tử halogen giả đối xứng (Ps–Ps) bao gồm xyanogen (CN)2, thioxyanogen (SCN)2, selenoxyanogen (SeCN)2, azidođithiocacbonat (hay azidocacbondisunfua) (N3CS2)2. Một phức chất halogen giả đối xứng là dicoban octacacbonyl, Co2(CO)8. Chất này có thể được coi như là một dime giả thuyết của coban tetracacbonyl Co(CO)4.
Ví dụ về halogen giả không đối xứng (Ps–X) là các xyanogen halide (ICN, ClCN, BrCN) và các hợp chất khác. Đôi khi nitrosyl chloride NOCl cũng được coi như là một halogen giả.
Tuy nhiên, không phải tất cả các kiểu hợp chất kết hợp trên đều bền vững.

## Ion halogen giả
Ion halogen giả là một đơn vị ion âm (hoặc nhóm chức) và có thể tạo thành dạng HX hoặc muối không tan với bạc (Ag) như xyanua, xyanat, isoxyanat, thioxyanat, isothioxyanat, selenoxyanogen, và azua.
Một ion phức halogen giả phổ biến là tetracacbonylcobanat (Co(CO)4−). Axit HCo(CO)4 là một axit mạnh trong thực tế, mặc dù độ hòa tan thấp làm nó không mạnh như các axit halogenic thật.
Nanoclusters của nhôm (thường được gọi là superatoms) đôi khi được coi là ion halogen giả vì chúng có tính chất hóa học của ion halogen thật, hình thành được ion Al13I2− (tương tự I3−) và các hợp chất tương tự khác. Điều này là do ảnh hưởng của liên kết kim loại trên quy mô nhỏ.
Các tính chất hóa học của các halogen giả trên giống hệt như các ion halogen thật sự. Sự hiện diện của liên kết đôi hoặc liên kết ba không ảnh hưởng đến tính chất hóa học của chúng. Ví dụ, halogen giả có thể tạo thành axit mạnh theo dạng HX (so sánh HCl với HCo(CO)4) và chúng có thể phản ứng với kim loại tạo thành hợp chất dạng MX (so sánh NaCl với NaN3).